# Daniel Adolfsson
Daniel Philip Kristoffer Adolfsson, ursprungligen Sandberg, född 22 september 1982 i Markaryds församling, är en svensk skådespelare.

## Biografi
Adolfsson utbildades på Teaterhögskolan i Göteborg under åren 2006 till 2009. Han har bland annat medverkat som Saga Noréns sambo Jakob Sandberg i svensk-danska tv-serien Bron. 
Han har varit sambo med skådespelaren Tuva B Larsen.

## Filmografi
| År        | Roll             | Produktion                         | Noter                |
| --------- | ---------------- | ---------------------------------- | -------------------- |
| 2009      | Peter Halmell    | Blekingegade                       | TV-serie Avsnitt 1:1 |
| 2010      | Kursare          | Isolerad                           |                      |
| 2011      | Offret           | Tune for Two                       | Kortfilm             |
| 2013      | Jakob Sandberg   | Bron                               | TV-serie Säsong 2    |
| 2014      | Kocken           | Dirtbags                           | Kortfilm             |
| 2018      | Herr Holgerslund | Inga Lindström: Die andere Tochter |                      |
| 2020-2021 | Christian        | Lyckoviken                         | TV-serie             |

## Teater

### Roller
| År   | Roll                                            | Produktion                                                                     | Regi                 | Teater                               |
| ---- | ----------------------------------------------- | ------------------------------------------------------------------------------ | -------------------- | ------------------------------------ |
| 2008 | Orfeus                                          | Orfeus – dödsriket tur och retur Ulf Evrén                                     | Ulf Evrén            | Byteatern                            |
| 2009 | Audun                                           | Audun                                                                          | Jerker Fahlstedt     | Reykjavik Teater                     |
| 2009 | Daniel                                          | CV Lars Melin, Charlotta Nylund och studenterna                                | Lars Melin           | Teaterhögskolan                      |
| 2010 | Daniel                                          | Ingvar! – en musikalisk möbelsaga Erik Gedeon och Klas Abrahamsson             | Erik Gedeon          | Malmö Stadsteater                    |
| 2011 |                                                 | Skärp dig! Heinrich Christensen                                                | Heinrich Christensen | Scenkonst Västernorrland/ Mungo Park |
| 2013 | Eddie                                           | Blodsbröder Willy Russell                                                      | Markus Virta         | Teater Västernorrland                |
| 2013 |                                                 | Bruksspelet 2013 - Sunnerdahl på liv och död Ewa Ohlson-Westin och P-O Nilsson | Ewa Ohlson-Westin    | Bruksspelet i Klippan                |
| 2013 | Kaninen Gris Blomma Svarte Riddaren Klumpedumpe | Alice i Underlandet Lewis Carroll                                              | Ronny Danielsson     | Helsingborgs stadsteater             |
| 2014 | Jeppa Strömberg                                 | Bruksspelet 2014 - Sunnerdahl på liv och död Ewa Ohlson-Westin och P-O Nilsson | Annika Kofoed        | Bruksspelet i Klippan                |
| 2015 | Edvard                                          | Bruksspelet 2015 - Agnes Annika Kofoed och P-O Nilsson                         | Annika Kofoed        | Bruksspelet i Klippan                |
| 2016 |                                                 | Anhalt Lotta Melin                                                             | Lotta Melin          | Teater 3                             |
| 2016 | Björn                                           | Jaktlaget Jo Strømgren                                                         | Jo Strømgren         | Hålogaland Teater                    |
| 2016 | Kark                                            | Håkon og Kark Idar Lind och Frode Fjellheim                                    | Catrine Telle        | Korsvikaspillet                      |
| 2017 | Charles Haversham                               | Kollaps i kulissene Henry Lewis, Henry Shields och Jonathan Sayer              | Kim Haugen           | Chat Noir/ Riksteatret               |

### Regi
| År   | Produktion          | Upphovsmän              | Teater                   |
| ---- | ------------------- | ----------------------- | ------------------------ |
| 2016 | Ovanför Underlandet | Daniel Adolfsson        | Helsingborgs stadsteater |
| 2019 | Arnljot             | Wilhelm Peterson-Berger | Arnljotspelen            |